# الدوري الهولندي الدرجة الأولى 1983–84
الدوري الهولندي الدرجة الأولى 1983–1984 هو الموسم الثامن والعشرون من الدوري الهولندي الدرجة الأولى منذ إنشائه في عام 1956. فاز بهذا الموسم MVV Maastricht.http://www.rsssf.com/tablesn/ned84.html

## الفرق
يشارك 20 نادي في الدوري: النادي الذي يحتل المرتبة الأولى في هذا الدوري يتأهل مباشرة إلى الدوري الهولندي الممتاز، تأهل في هذه الدوري MVV Maastricht.